# Тейлор Сент-Клэр
Те́йлор Сент-Клэр (англ. Taylor St. Claire), настоящее имя — Ки́мберли Найт (англ. Kimberly Knight; 1 июня 1969, Ричмонд, Виргиния, США) — американский продюсер и режиссёр порнофильмов, бывшая порноактриса. В 2004 году она была включена в Зал славы AVN.

## Ранняя жизнь и карьера
Сент-Клэр выросла в Огайо, а затем она переехала в Лос-Анджелес, чтобы начать карьеру в порноиндустрии. Она начала сниматься для мужских журналов в 1994 году, а в 1994—1997 годы она играла в фильмах категории B. В 1995 году она начала сниматься в порнофильмах, но в настоящее время она завершила карьеру.

## Награды и номинации
| Year | Ceremony   | Result    | Award | Work                    |
| ---- | ---------- | --------- | --- | ----------------------- |
| 1999 | XRCO Award | Номинация | Best Girl-Girl Scene (вместе с Rocki Roads)                                                                                 | Rocki’s Wet Dreams      |
| 2002 | AVN Award  | Номинация | Лучшая исполнительница года                                                                                                 | н/д                     |
| 2002 | AVN Award  | Победа    | Best All-Girl Sex Scene — Video (вместе с Хлоей, Синди Кокс и Felecia)                                                      | Where the Girls Sweat 5 |
| 2002 | AVN Award  | Номинация | Best Anal Sex Scene — Film (вместе с Лексингтоном Стилом)                                                                   | Underworld              |
| 2002 | AVN Award  | Победа    | Best Group Sex Scene — Film (вместе с Тейлор Хейз и Дэйлом Дабоуном)                                                        | Fade To Black           |
| 2002 | AVN Award  | Номинация | Best Tease Performance | Balls Deep 2            |
| 2003 | AFW Award  | Победа    | Best Actress — Film | Fashionistas            |
| 2003 | AFW Award  | Победа    | Best Sex Scene — Film (вместе с Рокко Сиффреди)                                                                             | Fashionistas            |
| 2003 | AFW Award  | Победа    | Best All-Girl Sex Scene — Film (вместе с Белладонной)                                                                       | Fashionistas            |
| 2003 | AVN Award  | Номинация | Лучшая исполнительница года                                                                                                 | н/д                     |
| 2003 | AVN Award  | Победа    | Best Actress — Film | Fashionistas            |
| 2003 | AVN Award  | Номинация | Best Tease Performance (вместе с Челси Блу & Gia)                                                                           | Fashionistas            |
| 2003 | AVN Award  | Победа    | Best All-Girl Sex Scene — Film (вместе с Белладонной)                                                                       | Fashionistas            |
| 2003 | AVN Award  | Номинация | Best Sex Scene Coupling — Film (вместе с Rocco Siffredi)                                                                    | Fashionistas            |
| 2003 | AVN Award  | Победа    | Best Group Sex Scene — Film (вместе с Friday, Sharon Wild и Rocco Siffredi)                                                 | Fashionistas            |
| 2003 | XRCO Award | Номинация | Female Performer of the Year                                                                                                | н/д                     |
| 2003 | XRCO Award | Номинация | Single Performance, Actress                                                                                                 | Fashionistas            |
| 2003 | XRCO Award | Победа    | Best Male/Female Sex Scene (вместе с Rocco Siffredi)                                                                        | Fashionistas            |
| 2003 | XRCO Award | Победа    | Best Girl/Girl Sex Scene (вместе с Белладонной)                                                                             | Fashionistas            |
| 2003 | XRCO Award | Победа    | Best Group Sex Scene (вместе с Friday, Sharon Wild и Rocco Siffredi)                                                        | Fashionistas            |
| 2004 | AVN Award  | Номинация | Best Sex Scene Coupling — Film (вместе со Стивеном Сент-Круа)                                                               | Looking In              |
| 2004 | AVN Award  | Победа    | Best Group Sex Scene — Film (вместе с Дрю Берримор, AnnMarie, Саванной Сэмсон, Dale DaBone, Mickey G. и Стивеном Сент-Круа) | Looking In              |
| 2004 | AVN Award  | Номинация | Best Group Sex Scene — Film (вместе с Cassidey, Dale DaBone & Eric Price)                                                   | Sordid                  |
| 2014 | AVN Award  | Победа    | Hall of Fame | н/д                     |